# Frolovia
Frolovia là một chi thực vật có hoa trong họ Cúc (Asteraceae).

## Loài
Chi Frolovia gồm các loài: